# Lorraine-Dietrich Type FJ
Der Lorraine-Dietrich Type FJ ist eine Baureihe von Pkw-Modellen der 1900er Jahre. Dazu gehören Type CcFJ, Type CFJ und Type TFJ. Hersteller war Lorraine-Dietrich in Frankreich.

## Beschreibung
Das einzige Baujahr war 1908. Nachfolger wurde der Type GJ.
Konstrukteur des Motors war Giustino Cattaneo, der für das italienische Partnerunternehmen Isotta Fraschini tätig war. Er entwickelte einen Vierzylinder-Reihenmotor. Er ist als T-Kopf-Motor ausgeführt. Jeweils zwei Zylinder sind paarweise zusammengegossen. 110 mm Bohrung und 130 mm Hub ergeben 4942 cm³ Hubraum. Der Motor war damals in Frankreich steuerlich mit 18/24 CV eingestuft.
Der Motor ist vorn längs im Fahrgestell eingebaut. Er treibt über ein Vierganggetriebe die Hinterräder an. Die Bremse wirkt zeittypisch nur auf die Hinterachse.
Das Fahrgestell des Type CFJ hat 3030 mm Radstand und jenes des Type TFJ 3280 mm Radstand. Diese beiden haben Kettenantrieb. Der Type CcFJ mit 3120 mm Radstand hat dagegen Kardanantrieb, was auch durch das kleine c in der Typenbezeichnung kenntlich gemacht wurde.